# Богатир (Погребищенський район)
Богати́р — колишнє село в Україні. Підпорядковувалося Морозівській сільській раді Погребищенського району Вінницької області. Зняте з обліку рішенням Вінницької обласної ради від 27 квітня 2012 року. Код КОАТУУ — 0523483002.

## Населення
За даними перепису 2001 року населення села становило 17 осіб, із них 100 % зазначили рідною мову українську.
| Рік            | 1897 | 1989 | 2001 |
| -------------- | ---- | ---- | ---- |
| Кількість осіб |      | 40   | 17   |